# Kanon (2002)
Kanon ist eine von Toei Animation im Jahr 2002 produzierte Anime-Fernsehserie, die auf dem Computerspiel Kanon basiert und 2003 durch eine OVA fortgesetzt wurde. Im Jahr 2006 entstand eine gleichnamige Neuverfilmung der Serie.

## Handlung
Die Handlung wurde weitestgehend aus dem Computerspiel Kanon übernommen. Sie stellt aber nicht nur einen möglichen Pfad durch die Handlung dar, sondern verbindet alle fünf Handlungsstränge des Spiels zu einer Geschichte. In dieser zieht der Schüler Yūichi Aizawa aus nicht weiter genannten Gründen bei Nayuki Minase und ihrer Mutter Akiko in die Wohnung ein. Yūichi, der vor sieben Jahren die Erinnerung an seine Kindheit verlor, trifft dabei als Protagonist mit fünf Mädchen aus seiner Vergangenheit zusammen, um zu ihnen eine Beziehung aufzubauen und seine verlorenen Erinnerungen zurückzugewinnen.
→ Siehe Handlung von Kanon

## Entstehung und Veröffentlichungen
Die erste Umsetzung von Kanon als Anime-Fernsehserie wurde von dem japanischen Studio Toei Animation unter der Regie von Takamichi Ito und Naoyuki Itō (Folgen 1, 2, 7, 10, 13) animiert. Das Drehbuch wurde von Ryota Yamaguchi, Makoto Nakamura und Michiko Yokote ausgearbeitet. Der Schöpfer des Character-Designs war Yōichi Ōnishi, der sich dabei an der Vorlage des Spiels orientierte.
Es wurden 13 Folgen mit einer durchschnittlichen Länge von 24 Minuten produziert. Sie wurden erstmals vom 31. Januar 2002 bis zum 28. März 2002 kurz nach Mitternacht auf dem japanischen Sender Fuji TV übertragen. Mit der Ausnahme der Folgen drei, vier und sieben wurden die Folgen entsprechend der Titel des Kanon Original Soundtracks benannt.
Eine Veröffentlichung auf DVD erfolgte ab dem 1. April 2002 durch Frontier Works. Die sieben DVDs beinhalteten jeweils zwei Folgen, mit Ausnahme der ersten DVD, welche nur eine Folge fasst. Die letzte der sieben DVDs stand ab dem 2. Oktober 2002 zum Verkauf bereit. Am 22. Dezember 2004 veröffentlichte Frontier Works die sieben DVDs erneut in einer kompletten Sammlung, die in einer normalen und einer limitierten Auflage erschien.
Bisher fand die Serie keinen Lizenznehmer außerhalb Japans und wurde folglich auch in keiner anderen Sprache synchronisiert.

### Original Video Animation
Am 3. Mai 2003 erschien eine zusätzliche Folge als OVA. Die DVD mit dem Titel Kanon: Kazahana (カノン 風花, Kazahana (wörtlich: „Windblume“) bezeichnet tanzende Schneeflocken bei klarem Himmel) wurde ebenfalls von Toei Animation produziert. Regie, der zeitlich nach den Ereignissen der Serie angesiedelten Folge, führte Naoyuki Itō. Sie gibt noch einmal einen groben Überblick über die in Kanon vorkommenden Charaktere, ohne sich näher mit diesen auseinanderzusetzen. In einer Werbekampagne wurde jedem, der zuvor die sieben DVDs gekauft hatte, diese Folge kostenlos angeboten.

## Synchronsprecher
| Rolle           | Japanischer Sprecher (Seiyū) |
| --------------- | ---------------------------- |
| Yūichi Aizawa   | Atsushi Kisaichi             |
| Ayu Tsukimiya   | Yui Horie                    |
| Nayuki Minase   | Mariko Kōda                  |
| Makoto Sawatari | Mayumi Iizuka                |
| Mai Kawasumi    | Yukari Tamura                |
| Shiori Misaka   | Akemi Satō                   |
| Sayuri Kurata   | Tomoko Kawakami              |
| Akiko Minase    | Yūko Minaguchi               |
| Kaori Misaka    | Ayako Kawasumi               |
| Mishio Amano    | Maaya Sakamoto               |
| Jun Kitagawa    | Tomokazu Seki                |
| Kuze            | Hiroshi Kamiya               |

## Rezeption
Die Kritiker erwarteten von einer Umsetzung eines Ren’ai-Adventures nur wenig, da diese meist langweilig oder übertrieben seien und damit den intelligenten Zuschauer verärgern würden. Dennoch stelle sich die Umsetzung nicht als so schlecht dar, wie zunächst vermutet. Insbesondere die einzelnen Handlungsstränge der weiblichen Charaktere seien wesentlich unterhaltsamer als etwa bei der Anime-Umsetzung von To Heart. Dennoch würde die Serie unter der geringen Anzahl von nur zwölf Folgen leiden, was zu wenig Zeit gewesen sei um alle Charaktere tiefgründig genug zu behandeln. Das in den einzelnen Handlungsabschnitten übernatürliche Kräfte auf die tragische Handlung einwirken würden sei ungewöhnlich, dennoch würden diese von Jun Maeda in die Handlung eingestreuten Elemente sich nicht so sehr als Fremdkörper herausstellen wie zunächst vermutet. Das Charakterdesign sei jedoch zu niedlich geraten, als das in der kurzen Zeit romantischer Beziehungsaufbau möglich gewesen sei. Dies seien die großen Kritikpunkte dieser Umsetzung.
Positiv hervorgehoben wurde die solide Animation und die gut gezeichneten Hintergründe, ohne das diese überwältigend gewesen wären. Die Sprecher würden eine gute Figur machen und könnten in ihren Rollen überzeugen. Insbesondere wurde die Rolle von Yūichi gelobt, der mit Kyon aus Suzumiya Haruhi no Yūutsu vergleichbar sei. So kamen die Kritiker überwiegend zu dem Schluss, dass es sich lohnen würde sich die Serie anzusehen, insofern man mit den genannten Schwächen leben könne.